# Gradius II
Gradius II é um jogo de tiro da série Gradius, a continuação de Gradius I que foi lançado em 1988 no Japão e na Europa. O único jogo da série em que nenhuma versão foi lançada na América do Norte, até a chegada de Gradius Collection em 2006.

## Jogabilidade
A jogabilidade desse jogo é bem parecida com o anterior, voce tem 4 multiples que são bolinhas amarelas que seguem seus movimentos,a mesma barra de opções só que neste jogo voce pode escolher entre 4 diferentes tipos de arma logo no inicio do jogo, o jogador tambem pode escolher em dois tipos de proteções: O shield: que são 2 escudos que protegem, e o Force Field: Uma esfera de energia que fica em volta do jogador, esse jogo tambem diferente do primeiro tem varios tipos de chefes diferentes (no primeiro só tinha uma nave que se repetia em toda fase) . A versão de Turbo GFX-16 tem 3 finais diferentes dependendo da dificuldade escolhida ´pelo jogador.

## Fases
As  fases são as seguintes, sendo que algumas já apareceram no jogo anterior:
- Artificial Suns: Uma lugar cheio de Sois, o chefe é uma Fênix.
- Fortress: Uma fortalesa gigante, o chefe é um olho monstro, e na versão de nintendo o chefe é o Gygas (chefe que anteriormente apareceu na versão de nintendo de Salamander).
- Crystal World/Dead End: Um planeta de gelo, o chefe é um nucleo de cristal (Crystal Core) (no nintendo essa fase vem depois da fase do vulcão).
- Volcano/Heavy Blow: Um mundo quente e vulcânico, o chefe é uma Nave que controla lava vulcanica (Death-Mk I).
- Moai/The Old Stone Age: Um planeta estranho, cheio de colossos que lembra a ilha de Páscoa, o chefe são três Colossos gigantes.
- Desert: Uma fase que é exclusiva da versão de Turbo GFX-16, nessa fase você passa por um planeta cheio de colunas e com varios leões por lá, o chefe é o Desert Core.
- Corridor/High Speed: Um planeta inospito cheio de corredores dificeís, o chefe é a nave Big Core Mk-II, no nintendo essa fase é misturada com a ultima.
- Boss-Rush: Fase diferênte, onde se enfrenta os chefes de todos os Jogos anteriores que são, Big Core Mk-I (Gradius), Brain Golen (Salamander), Tetran (Salamander), Gaw (Life Force Japones), Zelos Force (Salamander) chefe que só aparece no nintendo, Fire Dragon (Salamander), E o chefe principal que é o Covered Core Mk-I.
- Mother Ship/Overheat: A última fase do jogo, a nave mãe inimiga,o primeiro chefe é a Gun wall, uma parede que impede que o jogador prócida na fase, e o outro chefe é o Gofer, um monstro gigante e vilão principal, na versão de nintendo o chefe é o Shadow Walker já que o Gofer está na proxima fase .
- Something Ghostly: Fase Exclusiva da versão de nintendo onde você passa por um lugar bem similar a primeira fase do Salamander, e o chefe principal é o Gofer.

## Critica
O jogo recebeu boas criticas sendo que o IGN deu uma nota ao jogo de 8 / 10. Sendo rebecibo também como positivo pelos fãs.